# Zorze nad Dźwiną (antologia)
Zorze nad Dźwiną. Łotewskie wiersze wybrane – antologia poezji łotewskiej w wyborze i redakcji Leopolda Lewina, ze wstępem Zygmunta Stoberskiego, opublikowana przez Państwowy Instytut Wydawniczy w 1972. W publikacji zaprezentowano utwory między innymi Janisa Sudrabkalnsa, Aleksandrsa Čaksa, Valdisa Lukssa, Arvidsa Grigulisa, Mirdzy Kempe, Mirdzy Bendrupe, Valii Brutane, Monty Kromy, Cecilii Dinere, Arvidsa Skalbe, Bruna Saulītisa i Dainy Avotiny. Wiersze tłumaczyli między innymi Tadeusz Chróścielewski, Marian Piechal, Zygmunt Stoberski, Leopold Lewin, Jerzy Litwiniuk, Dorota Chróścielewska, Eugenia Siemaszkiewicz, Adam Włodek, Jerzy Zagórski, Włodzimierz Słobodnik, Igor Sikirycki, Stanisław Franciszek Kolbuszewski i Jacek Kolbuszewski.